# Karamani Mehmed Paša
Karamani Mehmed Paša (?, Konya – 4. května 1481, Istanbul, Osmanská říše) byl osmanský státník a politik. V letech 1477 až 1481 zastával funkci velkovezíra.

## Mládí
Mehmed se narodil ve městě Konya. Jeho předkem byl slavný perský básník a súfijský učitel Džaláleddín Balchí Rúmí. Odcestoval do Istanbulu, kde studoval v medrese, kterou založil Mahmud Paša Angelović. Později zde byl zaměstnán jako učitel. Jako literát působil při různých příležitostech jako poradce sultána. Byl jmenován dvorním kaligrafistou (turecky: nişancı) a stal se blízkým spolupracovníkem sultána Mehmeda II. Pomáhal také sepisovat důležité diplomatické zprávy jak pro přátele, tak i nepřátele.

## Velkovezír
Po dobytí Konstantinopole a popravě velkovezíra Çandarlı Halil Paši se sultán Mehmed rozhodl, že již nebude jmenovat velkovezíra z řad mužů z devširme, ale etnické Turky, aby tak předešel zradám a vzpourám. Po popravě posledního Turka v této funkci se velkovezíry postupně staly 4 muži z devširme. Karamani byl tak jmenován v roce 1477 za velkých oslav jmenován jako nový velkovezír s tureckými kořeny. Za krátkou dobu, co strávil ve funkci, se snažil o reformy v administrativě.

## Smrt spolu se sultánem
V roce 1481 sultán Mehmed II. zemřel. V Osmanské říši bylo povinností velkovezírů odložit oznámení o sultánově smrti před příchodem žadatele o trůn do hlavního města, aby se zabránilo chaosu. Nicméně Mehmedovi synové byli daleko, Bajezid (později sultán Bajezid II.) byl guvernérem Amasye a Džem byl v Karamanu, Mehmedově rodném městě. Karamani vyslal zprávu oběma princům, město Karaman však bylo blíž Istanbulu a Džem tak měl větší šanci přijet dřív, než jeho starší bratr. Janičáři, kteří podporovali hlavně Bajezida, se o smrti sultána dozvěděli, zatímco Karamani nadržoval Džemovi. Vzbouřili se a Karamaniho zavražděli krátce po smrti sultána.

## Související
- Seznam osmanských velkovezírů
- Mehmed II.

| Osmanský velkovezír          | Osmanský velkovezír              | Osmanský velkovezír |
| ---------------------------- | -------------------------------- | ------------------- |
| Předchůdce: Gedik Ahmed Paša | 1477 – 1481 Karamani Mehmed Paša | Nástupce: Išak Paša |